# Parc municipal de Moià
El Parc municipal de Moià és una obra del municipi de Moià (Moianès) inclosa en l'Inventari del Patrimoni Arquitectònic de Catalunya. L'actual parc havia estat part de la finca de Josep Coma, mort el 1915, paraire de professió i home de negocis. Des del 1935 és parc municipal.

## Descripció
Està formada per dues glorietes, que estan inscrites en el marc romàntic de l'antiga casa Coma, l'actual parc municipal. Una de les dues glorietes és de planta circular i fa cantonada a un mirador amb una llarga balustrada. L'aixequen sis columnes jòniques que sostenen un fris decorat a base d'orles. La cúpula és semicircular, sense decoració. Queda integrada en un modern edifici que serveix de llar d'avis. L'altra glorieta és de planta octogonal i recorda una pèrgola japonesa. Té arcs ogivals. La construcció està feta a base de maó amb decoració de fusta.

## Història

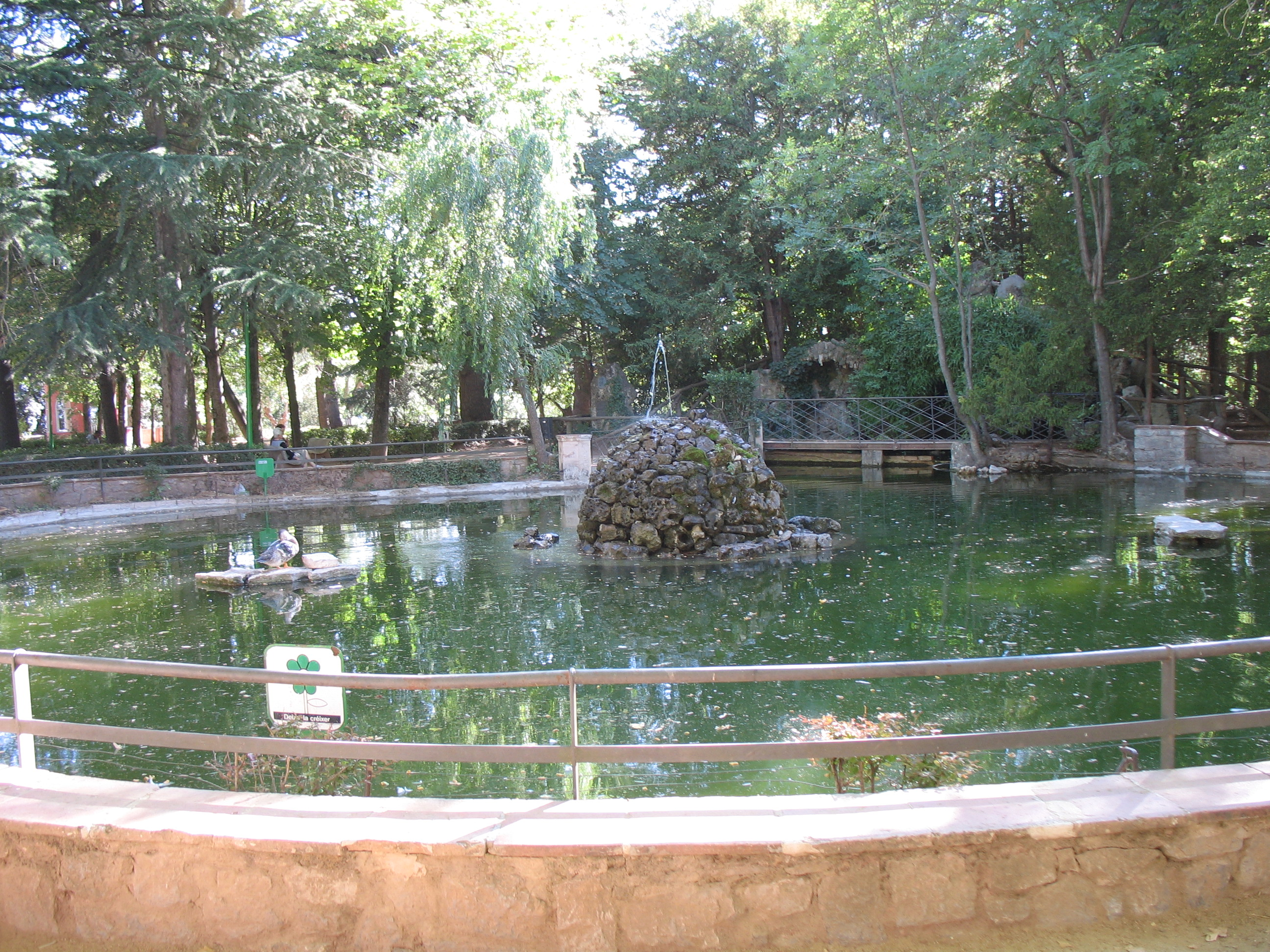
Parc Municipal de Moià

El Parc municipal de Moià fou en els seus orígens el jardí de la finca particular de Josep Coma. Aquest industrial moianès engrandí les possessions de casa seva – Cal Cristo – amb la compra l'any 1873 de diverses peces de terra que constituïren el seu jardí, on, a més de les flors i els arbres habituals, també tenia previst destinar-hi una zona per a la plantació de vinyes.
A aquests terrenys, Josep Coma hi afegí, el gener de 1877, cinc solars estrets corresponents a la major part a l'actual plaça del P. Francesc Sagrera; solars que estaven abandonats des de la crema de Moià de 1839. En un lateral de la seva propietat s'hi alçà una fàbrica, una de les més importants de l'època a Moià. Es creu que cap al 1920 la fàbrica s'enderrocà, i en aquest emplaçament el 1977 s'hi va construir l'Esplai per a gent gran.
En morir Josep Coma l'any 1915 el parc passà a l'Escola Pia, que anys després el va llogar com a casa d'estiueig a la família Ziegler. Entre els anys 1933-1935 es va formalitzar la compra del parc, promoguda per l'Associació Pro Monument a Francesc Viñas, i després de la guerra passa a propietat municipal. D'aquesta manera, l'any 1934 s'inaugurà i per primera vegada s'hi celebrà la Festa de l'Arbre Fruiter. Des del juliol de 1935 el parc fou obert al públic, i es va convertir en un espai social, de festa i d'activitat popular, lligat també a la creació a la casa, de la biblioteca i altres serveis de caràcter cultural i social.